# Petrovci
Ne zamenjujte z naseljem Gornji Petrovci!
Petrovci so naselje na Hrvaškem, ki upravno spada pod občino Bogdanovci Vukovarsko-sremske županije.

## Zgodovina
Naselje je bilo naseljeno s Rusini in Ukrajinci, ki so še danes močno predstavljeni v naselju.

## Demografija
| Pregled števila prebivalcev po letih | Pregled števila prebivalcev po letih | Pregled števila prebivalcev po letih | Pregled števila prebivalcev po letih | Pregled števila prebivalcev po letih | Pregled števila prebivalcev po letih | Pregled števila prebivalcev po letih | Pregled števila prebivalcev po letih | Pregled števila prebivalcev po letih | Pregled števila prebivalcev po letih | Pregled števila prebivalcev po letih | Pregled števila prebivalcev po letih | Pregled števila prebivalcev po letih | Pregled števila prebivalcev po letih | Pregled števila prebivalcev po letih |
| ------------------------------------ | ------------------------------------ | ------------------------------------ | ------------------------------------ | ------------------------------------ | ------------------------------------ | ------------------------------------ | ------------------------------------ | ------------------------------------ | ------------------------------------ | ------------------------------------ | ------------------------------------ | ------------------------------------ | ------------------------------------ | ------------------------------------ |
| 1857                                 | 1869                                 | 1880                                 | 1890                                 | 1900                                 | 1910                                 | 1921                                 | 1931                                 | 1948                                 | 1953                                 | 1961                                 | 1971                                 | 1981                                 | 1991                                 | 2001                                 |
| 655                                  | 802                                  | 863                                  | 943                                  | 1054                                 | 1032                                 | 1129                                 | 1269                                 | 1310                                 | 1307                                 | 1448                                 | 1399                                 | 1357                                 | 1289                                 | 988                                  |